# José Asenjo Sedano
José Asenjo Sedano (Guadix, Granada, 12 d'abril de 1930 - Almeria, 12 d'agost de 2009) fou un advocat, periodista i escriptor espanyol. Va estudiar a l'Escola Oficial de Periodisme a Madrid i Dret a la Universitat de Granada. Va ser autor de nombroses obres literàries, novel·les, relats, assajos, entre les quals destaca Conversación sobre la guerra, amb la qual va obtenir el Premi Nadal el 1977, i que va ser traduïda al francès i a l'alemany. Fou col·laborador de premsa, durant molts anys, als diaris ABC de Sevilla i Ideal de Granada. Va pertànyer a l'Institut d'Estudis d'Almeria.

## Obra
La seva obra abasta gèneres de novel·la, relat, poesia i articles periodístics. L'àmbit geogràfic per a l'acció temàtica de la seva obra se situa inicialment a Granada i Cadis, si bé és a Almeria on s'estableix i produeix la major part de la mateixa.

### Novel·la
- Los guerreros, Editorial Destino, Barcelona, 1970.
- Crónica, Destino, 1974.
- El ovni, Destino, 1976.
- Conversación sobre la guerra, Destino, 1977.
- Eran los días largos, Destino, 1982.
- Juan de Dios, Editorial Don Quijote, Granada, 1988.
- El año de los tiros, Biblioteca General del Sur, Granada, 1990.
- Papá César, el último naviero, Biblioteca del Guadalquivir, Sevilla, 1992.
- Memoria de Valerio, Fundación Once, Madrid, 1999.
- Oeste, Instituto de Estudios Almerienses, 2004.
- El cementerio inglés, Instituto de Estudios Almerienses, 2007.

### Novel·la curta
- Indalecio el Gato, Editorial Argos-Vergara, Barcelona, 1983.
- Mayo del 93, Instituto de Estudios Almerienses, 1995.

### Relat
- Penélope y el mar, Editorial Ilíberis, Granada, 1978.
- Historias del exilio, Óptica Almería, colección Alhucema, Almería, 1995.
- Cuentos meridianos, Instituto de Estudios Almerienses, 1999.

### Prosa poètica
- Impresiones, recuerdos de un paisaje, Universitat de Sevilla, 1973.
- Yo, Granada, Editorial Aljibe, Granada, 1978.
- Vuelo de zancudas, Instituto de Estudios Almerienses, 1988.

### Poesia
- Arte menor, Diputación, colección Genil, Granada, 1981.

### Articles periodístics
- El mirador de San Fandila, Ajuntamient de Guadix, colección de Temas Accitanos, Granada, 2001.

## Premis
- 1977: Premi Nadal de novel·la per Conversación sobre la guerra.[5]